# 334 Чикаго
334 Чикаго (енгл. 334 Chicago) је астероид. Приближан пречник астероида је 158,55 km,
а средња удаљеност астероида од Сунца износи 3,887 астрономских јединица (АЈ).
Инклинација (нагиб) орбите у односу на раван еклиптике је 4,643 степени, а орбитални период износи 2800,133 дана (7,666 година). Ексцентрицитет орбите астероида износи 0,023.
Апсолутна магнитуда астероида износи 7,64 а геометријски албедо 0,061.
Астероид је откривен 23. августа 1892. године.